# Château de Neureux
Le château de Neureux est un édifice situé à Lurcy-Lévis, en France.

## Localisation
Le château se trouve sur le territoire de la commune de Lurcy-Lévis, à la sortie de la ville, vers le nord-est, dans le département de l'Allier en région Auvergne-Rhône-Alpes.

## Description
Le château est le plus ancien bâtiment de la commune de Lurcy-Lévis. À l'origine, son domaine s'étend également vers Couleuvre. 
Le château comprend quatre tours rondes en façade, dont deux ont été arasées. Il s'élève sur deux niveaux et un niveau de combles. Les nombreuses ouvertures sur les deux façades, disposées symétriquement, selon l’ordre néo-classique, sont à linteaux à arc surbaissé. Autant de lucarnes à jambages et frontons de pierre éclairent les combles.
Le château est profondément transformé au XVIIIe siècle, après un incendie en 1789. Les caves et les communs sont d'origine. En 2015, un incendie majeur détruit la toiture et une partie des structures.

## Historique
Le château est construit au début du XIVe siècle. En 1301, Guillaume d'Aubigny en rend aveu. La famille d'Aubigny conserve le château jusqu'au XVIIe siècle. Il passe ensuite de main en main. En 1751, il est confisqué par le roi Louis XV et devient la résidence d’officiers des finances, logés gratuitement ou locataires. En 1783, André de Sinety se porte acquéreur du château et de ses terres, et complète la terre de Lévis qu'il a achetée en 1759. 
En 1823, le domaine est acquis par Louise Cordélia Greffulhe, épouse du maréchal Boniface de Castellane et demi-sœur du banquier et pair de France Jean-Henry-Louis Greffulhe. Elle le revend dès 1833 à Isaac Thuret (1771-1852), riche banquier et homme d'affaires d'origine hollandaise ; une part de cet ensemble est toujours entre les mains de ses descendants.
En 2007, un couple de Hollandais, un ancien producteur de cinéma et une ancienne danseuse étoile d'Amsterdam, font l'acquisition du château et de ses quatre petites maisons, du domaine de 50 hectares qui comprend un ruisseau, un étang, de grandes prairies, et un bois. Ils terminent la restauration en 2014 et mettent en location. Un an plus tard, en 2015, le château s'embrase. Le domaine est racheté peu après par la famille d'Eddy Planckaert, coureur cycliste professionnel. Le château sert de décor pour des séries télévisées néerlandophones, Les Planckaerts et Les Planckies, diffusées sur la chaîne belge VRT, où l'on suit la famille lors de la restauration du château très discutable selon de nombreux défenseurs du patrimoine bourbonnais. 